# V kuksu
V kuksu je přírodní památka asi půl kilometru jihovýchodně od Vědlic v okrese Litoměřice. Chráněné území s rozlohou 21,089 ha bylo vyhlášeno 15. ledna 2011. Důvodem jeho zřízení je ochrana evropsky významné lokality Natura 2000 s výskytem střevíčníku pantoflíčku (Cypripedium calceolus) a dalších vstavačovitých rostlin a jejich biotopů.